# Gare de Millay
La gare de Millay est une gare ferroviaire française fermée de la ligne de Nevers à Chagny, située à Millay, dans le département de la Nièvre.
Elle est mise en service en 1867 par la Compagnie des chemins de fer de Paris à Lyon et à la Méditerranée (PLM) et désaffectée au cours du XXe siècle. Le bâtiment actuel date du siècle dernier.

## Situation ferroviaire
Établie à 315 mètres d'altitude, La gare de Millay est située au point kilométrique (PK) 91,511 sur la ligne de Nevers à Chagny, entre les gares ouvertes de Luzy et d'Étang-sur-Arroux,. En direction d'Étang, la gare de Saint-Didier-sur-Arroux est elle aussi fermée. Après un parcours de 95 kilomètres dans le département de la Nièvre, Millay est la dernière gare avant la frontière avec la Saône-et-Loire (depuis Chagny, elle au 123e kilomètre).
La gare est située à proximité du château de Magny, sur la commune de Millay, du château de Thil, sur la commune de Poil, ainsi que du site archéologique du mont Dône, entre Millay et Luzy.

## Histoire
La gare est mise en service en 16 Septembre 1867 par la Compagnie des chemins de fer de Paris à Lyon et à la Méditerranée (PLM) lorsqu'elle ouvre à l'exploitation la section de Cercy-la-Tour à Montchanin de sa ligne de Nevers à Chagny,, débutée en 1861. Dans un premier temps, la ligne ne comporte qu'une seule voie. Le dédoublement est effectué en 1878, ainsi que la construction d'un quai avec abris pour voyageurs.
En 1911, la gare figure dans la Nomenclature des gares stations et haltes du PLM. C'est une gare de la 2e section de la ligne PLM de Nevers à Chagny via Montchanin, située entre la gare de Luzy et la gare de Saint-Didier-sur-Arroux. C'est une gare « ouverte au service complet de la grande vitesse, à l'exclusion des chevaux chargés dans des wagons écuries s'ouvrant en bout et des voitures à 4 roues, à deux fonds et à deux banquettes dans l'intérieur, omnibus, diligence, etc. » ; et « ouverte au service complet de la petite vitesse, à l'exclusion des Chevaux chargés... ».
Durant la première moitié du XXe siècle, un réseau de bus dessert la gare depuis les communes éloignées. La gare est fermée au cours de la seconde moitié du siècle.

## Patrimoine ferroviaire
Le petit bâtiment de la gare est bien conservé. Il est situé en bordure de route, empruntée par le sentier de grande randonnée 13.